# Morne Diablotins
O Morne Diablotins é a mais alta montanha de Dominica, com 1447 m de altitude.  É a segunda mais alta montanha das Pequenas Antilhas, apenas ultrapassado pelo La Grande Soufrière em Guadeloupe. O Morne Diablotins fica no centro-norte da ilha, a cerca de 24 km a norte da capital do país, Roseau e a 10 km a sudeste de Portsmouth, a segunda maior cidade. Em seu redor foi estabelecido o Parque Nacional Morne Diablotin.
É um estratovulcão com última erupção há cerca de 30000 anos.  O rio Toulaman nasce nesta montanha.